# James Newton Howard
James Newton Howard (* 9. června 1951 v Los Angeles, Kalifornie, USA) je americký klavírista, hudební skladatel, hudební aranžér a producent, nositel Ceny Grammy pro rok 2009 a držitel osmi nominací na cenu Americké filmové akademie Oscar.
Jedná se o jednoho z nejúspěšnějších a nejznámějších hollywoodských skladatelů filmové hudby.

## Ocenění
- 2008 World Soundtrack Awards - vítěz, nejlepší skladatel filmové hudby[1]

### Nominace

#### Cena akademie - Oscar
- 1991 Best Original Score, The Prince Of Tides
- 1993 Best Original Score, The Fugitive
- 1994 Best Original Song, "Look What Love Has Done" from Junior
- 1996 Best Original Song, "For The First Time" from One Fine Day
- 1997 Best Original Musical or Comedy Score, Svatba mého nejlepšího přítele
- 2005 Best Original Score, The Village (film)
- 2009 Best Original Score, Defiance (film, 2008)
- 2008 Best Original Score, Michael Clayton

#### Zlatý glóbus
- 1994 Best Original Song, "Look What Love Has Done" from Junior
- 1996 Best Original Song, "For The First Time" from One Fine Day
- 2005 Best Original Score, King Kong (film, 2005)
- 2009 Best Original Score, Defiance (film, 2005)

#### Grammy
- 1997 Best Song Written for a Motion Picture or Television, "For The First Time" from One Fine Day
- 2000 Best Instrumental Composition, “The Egg Travels” from Dinosaur
- 2002 Best Instrumental Composition, “Main Titles” from Signs
- 2008 Best Compilation Soundtrack Album for a Motion Picture, Television or Other Visual Media, Blood Diamond

### ostatní
- 2001 Cena Emmy - Outstanding Main Title Theme Music, Gideon's Crossing
- 2007 International Film Music Critics Association Nomination - Film Composer of the Year
- 2008 Classical Brit Awards - Soundtrack of the Year, Blood Diamond
- 2009 Critics Choice Awards - Best Original Score, Temný rytíř

## Filmografie

### Chystané filmy
- Mobster: A Call for the New Order
- Fantastická zvířata a kde je najít
- The American Can

### 2016
- Lovec: Zimní válka

### 2015
- Diagnóza: Šampión
- Hunger Games: Síla vzdoru 2. část

### 2014
- Hunger Games: Síla vzdoru 1. část
- Slídil
- Tah pěšcem
- Zloba - Královna černé magie

### 2013
- Hunger Games: Vražedná pomsta
- Nemocnice Parkland
- Po zániku Země

### 2012
- Bourneův odkaz
- Darling Companion
- Hunger Games
- Sněhurka a lovec

### 2011
- Gnomeo & Julie
- Green Lantern
- Moje krásná učitelka
- Voda pro slony
- Zelený sršeň

### 2010
- Cizinec
- Kouzelná chůva a Velký třesk
- Láska a jiné závislosti
- Nádech
- Poslední vládce větru
- Salt

### 2009
- Báječný svět shopaholiků
- Dvojí hra

### 2008
- Odpor
- Stalo se
- Temný rytíř (s Hansem Zimmerem)
- Ženy v balíku

### 2007
- Já a moje příšera
- Já, legenda
- Komplic
- Michael Clayton
- Síla slova
- Soukromá válka pana Wilsona

### 2006
- Krvavý diamant
- Rodinná dovolená a jiná neštěstí
- Ve stínu pravdy
- Žena ve vodě

### 2005
- Batman začíná (s Hansem Zimmerem)
- King Kong
- Tlumočnice
- Mise na Měsíc 3D (s Blakem Neelym)[2]

### 2004
- Collateral
- Ohnivý oceán
- Vesnice

### 2003
- Pavučina snů
- Petr Pan

### 2002
- Klub vyvolených
- Planeta pokladů
- Velký průšvih
- Znamení
- Žít naplno

### 2001
- Atlantida: Tajemná říše
- Zlatíčka pro každého

### 2000
- Dinosaurus
- Gideon's Crossing (TV seriál; znělka)
- Vertical Limit
- Vyvolený

### 1999
- Nevěsta na útěku
- Ozvěny mrtvých
- Sníh padá na cedry
- Šestý smysl
- Úspěšný Mumford
- Wayward Son (se Stevem Porcarem)

### 1998
- Dokonalá vražda
- Ze Země na Měsíc (TV seriál; 6. epizoda)

### 1997
- Ďáblův advokát
- Den otců
- Romy a Michele (se Stevem Bartekem)
- Rozpoutané peklo
- Svatba mého nejlepšího přítele
- The Postman - Posel budoucnosti
- Lhář, lhář (znělka)
- Perfektní záskok (dodatečná hudba)

### 1996
- Báječný den
- Oko za oko
- Porotce
- Prvotní strach
- Space Jam
- Zpětná reakce
- Ochránce (TV seriál; znělka)
- Zločin z vášně (znělka)

### 1995
- Čas smyslnosti
- Francouzský polibek
- Smrtící epidemie
- Vodní svět
- Vražedné alibi

### 1994
- Junior
- Křižovatka
- Pohotovost (TV film)
- Pohotovost (TV seriál)
- Wyatt Earp
- První liga 2 (dodatečná hudba)

### 1993
- Dave
- Přežít
- Svatý z Fort Washingtonu
- Uprchlík
- Volný pád

### 1992
- Americké srdce
- Konkurenti
- Noc a město
- Půlnoční podraz
- Soukromá záležitost (TV film)
- 2000 Malibu Road (TV seriál)

### 1991
- Grand Canyon
- Král Ralph
- Moje první láska
- Pán přílivu
- Předem vinni
- V měsíčním svitu
- Zemřít mladý

### 1990
- Dvanáctá vražda (TV film)
- Fotograf smrti (TV film)
- Hráči se smrtí
- Image (TV film)
- Městský pohár
- Muž s cejchem smrti
- Padlý anděl (TV film)
- Pretty Woman
- Tři muži a mladá dáma

### 1989
- Men (TV seriál)
- První liga
- Step
- Vězeň / Eskorta

### 1988
- Americký idol
- Jdi za světlem (TV film)
- Prima děvčata
- Saigon

### 1987
- Muž z kalendáře
- Pět rohů
- Rusové
- Zaslíbená země

### 1986
- 8 miliónů způsobů jak zemřít
- Drsní chlapi
- Nejsem pro blázny
- Trenérka (s Hawkem Wolinskim)

### 1985
- Vedoucí místo

## Alba
James Newton Howard také na začátku své kariéry vytvořil několik alb nezávisle na filmu, nebo se na nich podílel.
- 1974 - James Newton Howard
- 1982 - Toto IV (dirigent, orchestrace - struny)
- 1983 - James Newton Howard and Friends (živé album)